# Eustomias woollardi
Eustomias woollardi is een straalvinnige vissensoort uit de familie van Stomiidae. De wetenschappelijke naam van de soort is voor het eerst geldig gepubliceerd in 1998 door Clarke.